# Poślizg wysmukły
Poślizg wysmukły (Hydrometra stagnorum) – gatunek owada z rodziny poślizgowatych (Hydrometridae). Występuje powszechnie na terenie niemal całej Europy, najczęściej na obszarach przybrzeżnych wód wolno-płynących, jezior, torfowisk i bagien, a także w strefie przybrzeżnej. Do ruchu ślizgowego po powierzchni wody wykorzystują zjawisko napięcia powierzchniowego.
Hydrometra stagnorum są zwykle bezskrzydłe, ale występują też formy krótkoskrzydłe i długoskrzydłe. Zagrożone potrafią odskoczyć, jednak częściej udają martwe lub kamuflują się.

## Opis (z wyróżnieniem cech grupy i cech gatunku)
Hydrometridae charakteryzują się silnie wydłużonym ciałem, długą, szczytową częścią głowy przed oczami, półkolistymi oczyma i występowaniem 4 lub 5 członowych, cienkich czułek. Obserwuje się ryjek z poprzecznie żeberkowaną powierzchnią, która pomaga w utrzymaniu go w ofierze. Długie nogi są zakończone 2 pazurkami i aroliami. Często występuje polimorfizm skrzydłowy.
Wyróżnia się dwie podrodziny i około 100 gatunków w obrębie rodziny. U przedstawicieli podrodziny Hydrometridae nie ma na zapiersiu ujścia omphalium – gruczołu zapachowego. Rodzaj Hydrometra jest rozpowszechniony na wszystkich kontynentach, szczególnie na terenach tropikalnych i subtropikalnych.
U Hydrometra stangnorum występuje dymorfizm płciowy w postaci różnic wielkości ciała, ubarwienia i szerokości odwłoka. Samce osiągają długość ciała 6,7–7,6 mm, a zabarwienie jest ciemnobrunatne lub czarne z jaśniejszą pręgą wzdłuż przedplecza, z głową rdzawo-brązową (nasada i część szczytowa). Samice są natomiast rdzawo-żółte z ciemnobrunatnymi żyłkami półpokryw, spodem głowy, tułowia i odwłoka oraz miodowymi czułkami, ryjkiem i nogami. Ich wielkość wynosi 7,8–9,1 mm, mają szerszy odwłok.
Hydrometra stagnorum są zwykle bezskrzydłe, ale występują też formy krótkoskrzydłe i długoskrzydłe . Spód ciała poślizgów pokrywa gęsty, niezwilżający się meszek, który chroni ciało przed nasiąkaniem . Larwy są podobne do imago, lecz nie występują u nich wykształcone skrzydła .

## Występowanie
Na terenie całej Europy (w tym na Wyspach Brytyjskich, Ibizie, Majorce, Minorce, Cyprze i Wyspach Kanaryjskich) z wyjątkiem kraju Bośni i Hercegowiny. Na wschodzie znajdowany na terenie Ukrainy i niewielkim obszarze południowo-wschodniej Rosji . Spotkany w całej Polsce, choć częściej widywany w południowej, oraz środkowej części . Występuje również na terenie Iranu.

## Ekologia
Spotykane są na obszarach przybrzeżnych wód wolno-płynących, jezior, torfowisk i bagien. Do ruchu ślizgowego po powierzchni wody wykorzystują zjawisko napięcia powierzchniowego. Są widywane również na roślinach strefy przybrzeżnej, mchach i wilgotnych kamieniach . Zagrożone potrafią odskoczyć, jednak częściej udają martwe lub kamuflują się  . Największą aktywność wykazują o zmierzchu . Są drapieżnikami i padlinożercami. Zjadają małe owady, które wpadły do wody lub wypłynęły na jej powierzchnię, ale żywią się również skoczogonkami, rozwielitkami i larwami komarów . Zimę spędzają na lądzie w kryjówkach np. chowając się pod kamieniami. Okres rozrodu przypada na wczesne lato. Samica składa kilkukrotnie podłużne jaja i często przyczepia je do części roślin znajdujących się nad powierzchnią wody . Wyróżnia się 5 stadiów niedorosłych, a formę imago osiągają po okresie od 4 do 6 tygodni.

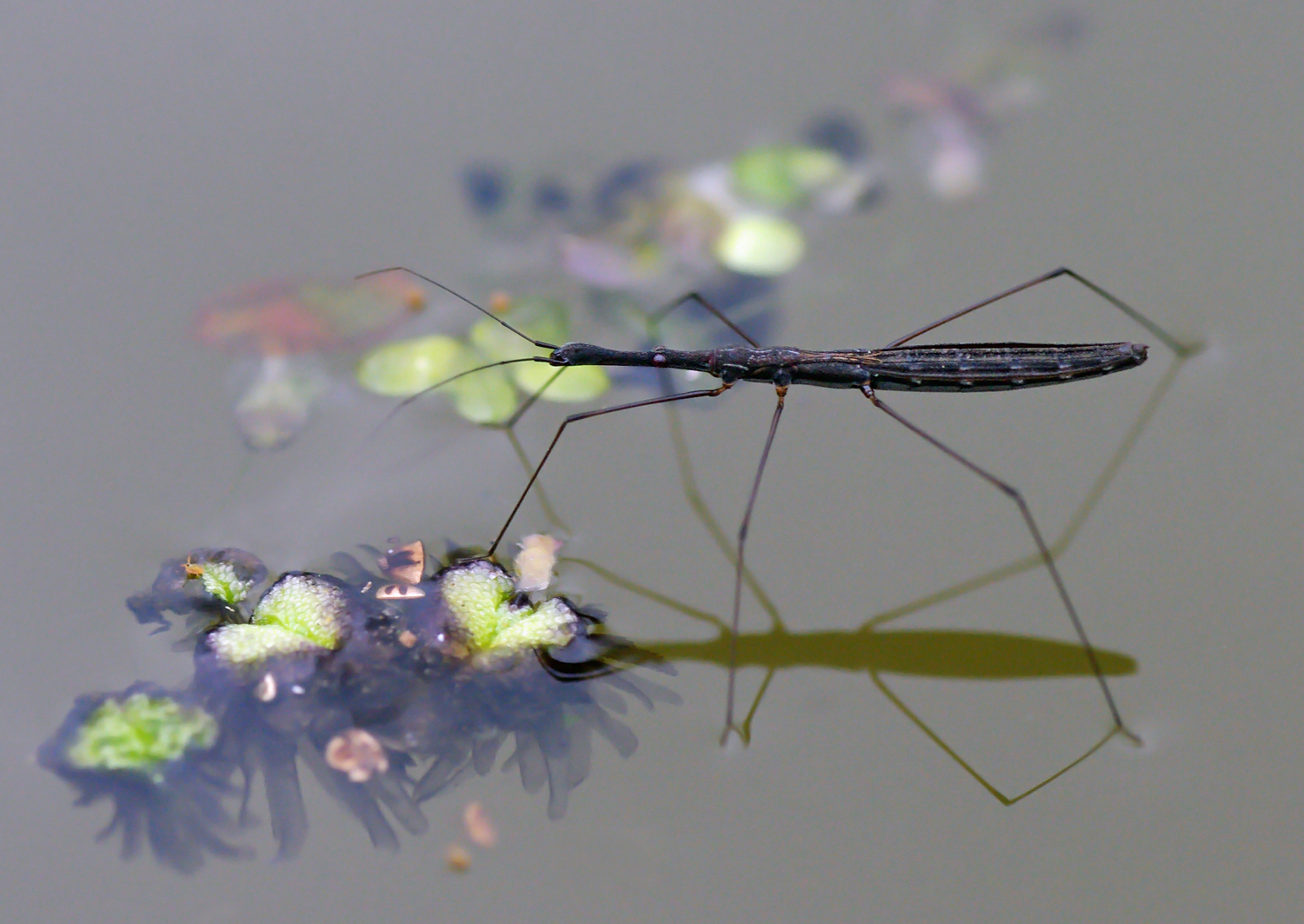
Hydrometra stagnorum

## Znaczenie w ochronie środowiska
Nie żyją w wodzie, więc mają ograniczoną wartość jako bioindykatory środowisk wodnych. Natomiast mają istotny wpływ na kontrolę liczebności komarów, ponieważ żywią się ich larwami . Gatunek Hydrometra stagnorum został oznaczony w „Natura 2000 Formularz standardowych danych” jako „Inne ważne gatunki zwierząt i roślin” na obszarze PLH26_08 Doliny Górnej Pilicy z motywacją D i populacją P- osiadłą.

## Znaczenie dla gospodarki
Biorą udział w regulacji populacji szkodników upraw rolnych (ryżu, kukurydzy, roślin olejowych, roślin owocowych, ziemniaków) na terenie Iranu, prowincji Zanjan.

## Aktualne kierunki badań naukowych
Obecne badania nad Hydrometra stagnorum (jako jednego z przedstawicieli Heteroptera) dotyczą usprawnienia monitoringu środowisk jeziornych i około-jeziornych. Sprawdzane są zależności między różnymi cechami zbiorników wodnych, a występującymi na ich terenie i w okolicy przedstawicielami Heteroptera. Co więcej sprawdzany jest wpływ Hydrometra stagnorum na regulację populacji szkodników roślin uprawnych na terenie Iranu (prowincja Zanjan).